# CL Весов
CL Весов (лат. CL Librae) — одиночная переменная звезда в созвездии Весов на расстоянии (вычисленном из значения параллакса) приблизительно 80334 световых лет (около 24631 парсека) от Солнца. Видимая звёздная величина звезды — от более +16m до +13m.

## Характеристики
CL Весов — красная пульсирующая переменная звезда, мирида (M) спектрального класса Me. Эффективная температура — около 4408 К.